# Cubiceps baxteri
Cubiceps baxteri is een straalvinnige vissensoort uit de familie van kwallenvissen (Nomeidae). De wetenschappelijke naam van de soort is voor het eerst geldig gepubliceerd in 1923 door McCulloch.